# Liste der Baudenkmäler in Saaldorf-Surheim

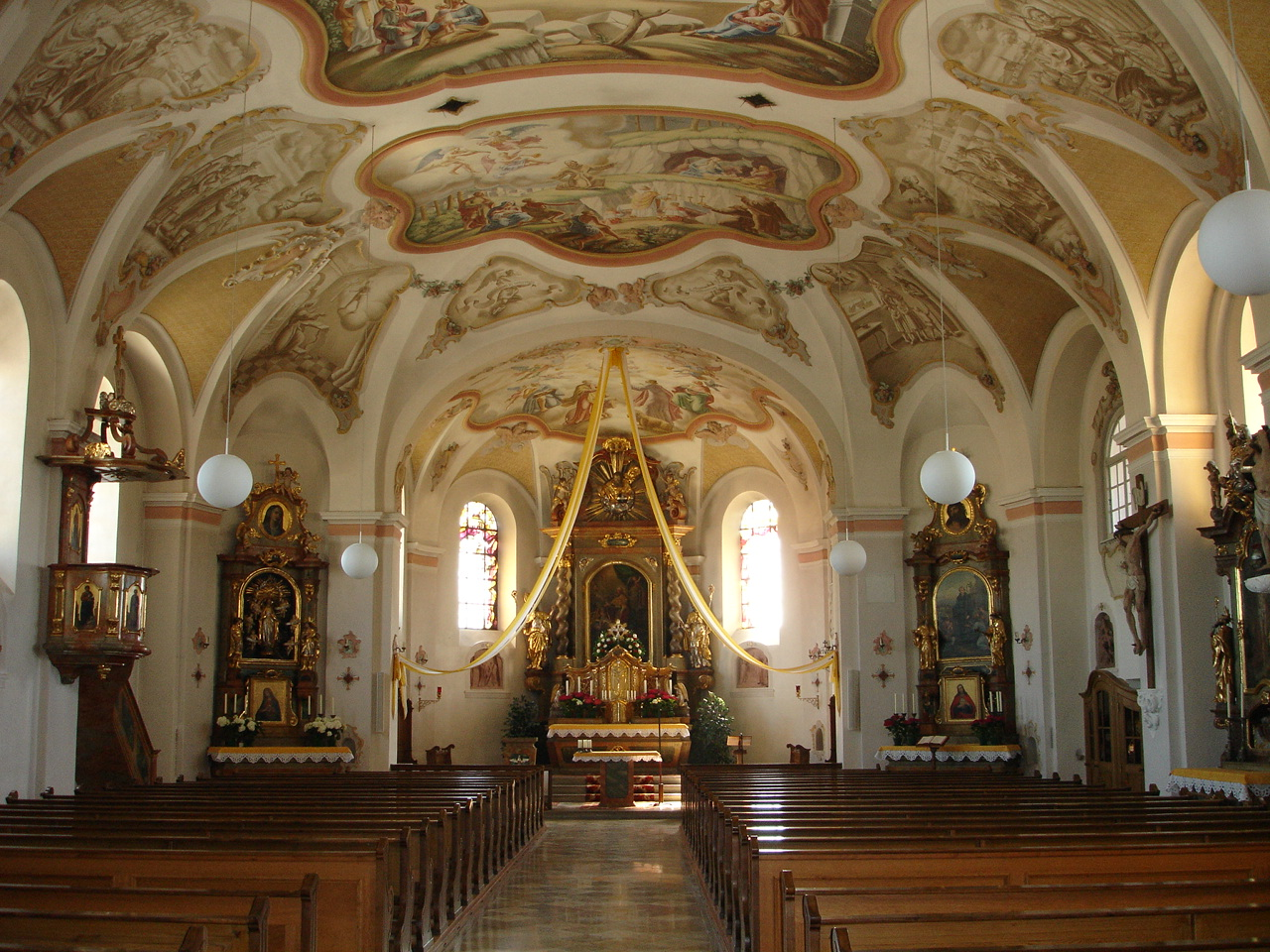
Innenansicht von St. Martin

Auf dieser Seite sind die Baudenkmäler in der oberbayerischen Gemeinde Saaldorf-Surheim zusammengestellt. Diese Tabelle ist eine Teilliste der Liste der Baudenkmäler in Bayern. Grundlage ist die Bayerische Denkmalliste, die auf Basis des Bayerischen Denkmalschutzgesetzes vom 1. Oktober 1973 erstmals erstellt wurde und seither durch das Bayerische Landesamt für Denkmalpflege geführt wird. Die folgenden Angaben ersetzen nicht die rechtsverbindliche Auskunft der Denkmalschutzbehörde.

## Ensembles

### Ensemble Ortskern Abtsdorf
Die in der Ortsmitte von Abtsdorf konzentrierten alten Anwesen haben ihren historischen Charakter weitgehend bewahrt (Haus Nrn. 9, 11, 12, 19, 20, 25 und 27) und bilden mit der spätgotischen Filialkirche St. Jakobus major ein Ensemble.
Abtsdorf ist ein auf einem Hügelrücken südlich über dem Abtsdorfer See im alten Salzburger Flachgau gelegenes Kirchdorf. Das Gebiet um den Abtsdorfer See war, wie Funde belegen, mindestens seit der Bronzezeit besiedelt. Der Name des Ortes wird um 1100 erstmals in Urkunden der Abtei St. Peter in Salzburg
genannt; eine ursprüngliche Beziehung zwischen dem Ort und der Abtei ist wahrscheinlich. Im 12. Jahrhundert war Abtsdorf einer der östlichen Grenzorte der alten Grafschaft Tengling, deren Inhaber auf der Insel im Abtsdorfer See eine Burg besaßen. 1229 kam der Ort an das Erzstift Salzburg, bei dem er bis 1809 verblieb; ein erzstiftisches Amt bestand vom späten Mittelalter bis zum 17. Jahrhundert in Abtsdorf.
Die Anwesen im Ortskern stehen in lockerer Anordnung zu beiden Seiten der Süd-Nord-gerichteten Dorfstraße, einer alten, von Salzburg in Richtung Tittmoning ziehenden Durchgangsstraße. Die Bauten sind nach Osten oder nach Süden orientiert und zeigen verschiedene Ausprägungen des sogenannten Salzburger Flachgauhof-Typs, wobei Hofanlagen mit Flachsatteldächern und einseitiger oder doppelter Widerkehr vorherrschen. Mit dem der Kirche westlich gegenüberliegenden Wohnteil des alten Veitlhofs (Nr. 19), der als Zuhaus dem Neubau von 1848 zugeordnet ist, hat sich ein seltener und im Ort singulärer Vollblockbau erhalten. Mehrfach anzutreffen sind Bauten mit Blockbau-Obergeschossen (Nrn. 11, 12, 23) und teilweise auch mit Giebelbundwerk aus dem 18. und frühen 19. Jahrhundert (Nrn. 12, 23), daneben gibt es einige Häuser mit Putzgliederung sowie unverputzte Tuffstein- und Schlackensteinbauten, die – wie Nr. 27 – für das mittlere und späte 19. Jahrhundert charakteristisch sind. Den besonderen salzburgischen Haustyp mit hohem Schopfwalmdach vertritt das mächtige Gasthaus, das neben der kleinen spätmittelalterlichen Kirche dem Ortsbild besonderes Gewicht verleiht. 
Ein wesentliches Element der historischen Dorfstruktur waren neben den Bauernhäusern mehrere alte Handwerkeranwesen, deren letzter Vertreter im Kernbereich, das sogenannte Schmiedgütl, in den 1980er-Jahren abgebrochen wurde. Während Beeinträchtigungen des inneren Ortsbildes durch bauliche Nachverdichtung gering geblieben sind, haben die Bereiche nördlich und südlich des Ortskerns sowie die Ortsränder Störungen durch verstärkte Neubautätigkeit erfahren und sind deshalb nicht in das Ensemble einbezogen.
Aktennummer: E-1-72-130-1

## Baudenkmäler nach Ortsteilen

### Saaldorf
| Lage                         | Objekt                               | Beschreibung | Akten-Nr.              | Bild                                 |
| ---------------------------- | ------------------------------------ | --- | ---------------------- | ------------------------------------ |
| Kirchstraße 10 (Standort)    | Katholische Pfarrkirche St. Martin   | neubarocker Saalbau, Neubau nach Plänen von Josef Elsner, 1914–15, einbezogener Westturm 2. Hälfte 15. Jahrhundert mit barockem Aufsatz; mit Ausstattung; im Friedhof Kriegerdenkmal, neubarocke Stele mit Skulptur des hl. Martin, nach 1918, ergänzt um zwei Inschrifttafeln, nach 1945 | D-1-72-130-1 Wikidata  | weitere Bilder                       |
| Nähe Moosweg (Standort)      | Herz-Jesu-Kapelle                    | kleiner Satteldachbau mit Dachreiter, neugotisch, um 1875; mit Ausstattung; bei Moosweg 10 | D-1-72-130-10 Wikidata | Herz-Jesu-Kapelle                    |
| Nähe Weiherstraße (Standort) | Ehemaliges Bauernhaus                | zweigeschossiger Blockbau mit Satteldach, Kantholzblockwände, wohl 17. Jahrhundert, Dach bezeichnet mit dem Jahr 1823; gegenüber Weiherstraße 1 | D-1-72-130-9 Wikidata  | Ehemaliges Bauernhaus                |
| Untere Straße 20 (Standort)  | Wohnteil des ehemaligen Bauernhauses | zweigeschossiger Putzbau mit Satteldach, Blockbaukniestock und Giebelbundwerk, Hochlaube bezeichnet mit 1850 | D-1-72-130-6 Wikidata  | Wohnteil des ehemaligen Bauernhauses |
| Untere Straße 30 (Standort)  | Getreidekasten                       | Türstock bezeichnet mit dem Jahr 1796; im nördlichen Wirtschaftsteil | D-1-72-130-7 Wikidata  | Getreidekasten                       |
| Untere Straße 32 (Standort)  | Kapelle St. Maria                    | kleiner halbrund geschlossener Bau mit Putzgliederung, geschmiedetem Eisengitter und gebogenem Satteldach, 18. Jahrhundert und um 1900; nördlich von Untere Straße Nr. 32 | D-1-72-130-8 Wikidata  | Kapelle St. Maria                    |

### Surheim
| Lage                                     | Objekt                               | Beschreibung | Akten-Nr.              | Bild                                 |
| ---------------------------------------- | ------------------------------------ | --- | ---------------------- | ------------------------------------ |
| Laufener Straße 15 (Standort)            | Ehemaliges Bauernhaus                | Mittertennhaus, zweigeschossiger verputzter Blockbau mit Satteldach, verbrettertem Giebel und Hochlaube, 18. Jh. | D-1-72-130-90          | BW                                   |
| Laufener Straße 21 (Standort)            | Wohnteil des ehemaligen Bauernhauses | zweigeschossiger Satteldachbau, Blockbauobergeschoss, ornamental und figürlich gestalteter sowie bemalter Malschrot, 18. Jahrhundert, Firstpfette bezeichnet mit 1805 | D-1-72-130-77 Wikidata | Wohnteil des ehemaligen Bauernhauses |
| Laufener Straße 26 (Standort)            | Getreidekasten                       | Zugehörig freistehender Getreidekasten, Türsturz bezeichnet mit 1721 | D-1-72-130-78 Wikidata | Getreidekasten                       |
| Laufener Straße 27 (Standort)            | Bauernhaus                           | zweigeschossiger Bau mit Putzgliederung, Schopfwalmdach und Widerkehr, Dachpfette bezeichnet mit dem Jahr 1831 | D-1-72-130-79 Wikidata | Bauernhaus                           |
| Maierfeld (Standort)                     | Kapelle Maria Hilf                   | Massivbau mit Putzgliederung und Walmdach, schmiedeeisernes Gitter, wohl 18. Jahrhundert; mit Ausstattung; westlich von Laufener Str. 33 | D-1-72-130-80 Wikidata | Kapelle Maria Hilf                   |
| Schulstraße 1; Schulstraße 1a (Standort) | Kapelle                              | kleiner Walmdachbau, schmiedeeisernes Gitter bezeichnet mit dem Jahr 1765; westlich von Schulstraße 1 | D-1-72-130-81 Wikidata | Kapelle                              |
| Schulstraße 5 (Standort)                 | Katholische Pfarrkirche St. Stephan  | Saalbau mit Satteldach und Westturm, spätgotisch, um 1500, auf romanischer Grundlage, im 17./18. Jahrhundert barock überformt; mit Ausstattung; Kapelle, in Friedhofsmauer integriert, mit Putzgliederung und Satteldach, neugotisch, um 1900; mit Ausstattung; im Friedhof Kriegerdenkmal, monumentale Stele mit Kriegerrelief, nach 1918, ergänzt um zwei Inschrifttafeln, nach 1945 | D-1-72-130-76 Wikidata | weitere Bilder                       |

### Abtsdorf
| Lage                   | Objekt                                        | Beschreibung | Akten-Nr.              | Bild                                          |
| ---------------------- | --------------------------------------------- | --- | ---------------------- | --------------------------------------------- |
| Abtsdorf 9 (Standort)  | Steinernes Türgewände und Haustür             | bezeichnet mit dem Jahr 1838 | D-1-72-130-13 Wikidata | BW                                            |
| Abtsdorf 11 (Standort) | Bauernhaus                                    | zweigeschossiger Satteldachbau, längsgeteilt mit giebelseitig erschlossenem Stadelteil, Blockbauobergeschoss mit traufseitiger Laube, 18. Jahrhundert                                                          | D-1-72-130-15 Wikidata | Bauernhaus                                    |
| Abtsdorf 12 (Standort) | Bauernhaus                                    | zweigeschossiger Satteldachbau mit Bundwerk-Kniestock und Giebelbundwerk, bezeichnet mit dem Jahr 1867, im Kern erste Hälfte 19. Jahrhundert                                                                   | D-1-72-130-16 Wikidata | BW                                            |
| Abtsdorf 17 (Standort) | Katholische Filialkirche St. Jakobus major    | Saalbau mit Dreiseitschluss und neugotischem Dachreiter, zweite Hälfte 15. Jahrhundert, Ausbau im 17. Jahrhundert; mit Ausstattung                                                                             | D-1-72-130-11 Wikidata | weitere Bilder                                |
| Abtsdorf 19 (Standort) | Wohnteil des ehemaligen Bauernhauses (Altbau) | zweigeschossiger Blockbau mit Satteldach, giebelseitiger Laube, Hochlaube, Taubenkobel und Sterntür, Türsturz bezeichnet mit dem Jahr 1767, im Kern älter                                                      | D-1-72-130-18 Wikidata | Wohnteil des ehemaligen Bauernhauses (Altbau) |
| Abtsdorf 20 (Standort) | Gasthof                                       | breitgelagerter zweigeschossiger Putzbau mit Schopfwalmdach, Türsturz bezeichnet mit dem Jahr 1803, im Kern 17. Jahrhundert                                                                                    | D-1-72-130-19 Wikidata | Gasthof                                       |
| Abtsdorf 23 (Standort) | Wohnteil des ehemaligen Bauernhauses          | zweigeschossiger Satteldachbau mit Blockbauobergeschoss, giebelseitiger Laube und reich bemaltem Giebelbundwerk, rundbogiges Türgewände bezeichnet mit dem Jahr 1827, Firstpfette bezeichnet mit dem Jahr 1871 | D-1-72-130-21 Wikidata | BW                                            |
| Abtsdorf 23 (Standort) | Bildstock                                     | mit geschmiedetem Opferstock, bezeichnet mit dem Jahr 1688; vor Haus Nr. 23 | D-1-72-130-25 Wikidata | BW                                            |

### Au
| Lage                  | Objekt                               | Beschreibung | Akten-Nr.              | Bild                                 |
| --------------------- | ------------------------------------ | --- | ---------------------- | ------------------------------------ |
| Au 2 (Standort)       | Wohnteil des ehemaligen Bauernhauses | zweigeschossiger Blockbau mit Satteldach, giebelseitiger Laube, Hochlaube und Taubenkobel, Türstock der Laube bezeichnet mit dem Jahr 1781                                                  | D-1-72-130-26 Wikidata | Wohnteil des ehemaligen Bauernhauses |
| Au 3 (Standort)       | Bauernhaus                           | zweigeschossiger Blockbau mit Satteldach und beidseitiger Widerkehr, zweiseitiger Laube und Hochlaube, Türstock der Laube bezeichnet mit dem Jahr 1753, Dach 19. Jahrhundert                | D-1-72-130-27 Wikidata | Bauernhaus                           |
| Au 5 (Standort)       | Wohnteil des ehemaligen Bauernhauses | zweigeschossiger Satteldachbau mit Blockbauobergeschoss und Hochlaube, Mitte 18. Jahrhundert                                                                                                | D-1-72-130-29 Wikidata | Wohnteil des ehemaligen Bauernhauses |
| Au 7; Au 9 (Standort) | Bauernhaus                           | zweigeschossiger Satteldachbau, Schlacken-, Nagelfluh- und Ziegelmauerwerk, Dachpfette bezeichnet mit dem Jahr 1830, Türsturz bezeichnet mit dem Jahr 1872; Getreidekasten, 18. Jahrhundert | D-1-72-130-31 Wikidata | Bauernhaus                           |

### Sillersdorf
| Lage                          | Objekt                                        | Beschreibung | Akten-Nr.              | Bild                                          |
| ----------------------------- | --------------------------------------------- | --- | ---------------------- | --------------------------------------------- |
| Burglohweg 2 (Standort)       | Ehemaliges Zuhaus mit Waschküche und Backofen | zweigeschossiger Satteldachbau aus unverputztem Nagelfluh- und Schlackenmauerwerk mit Ziegelgliederungen, erbaut nach Plan von 1867; vormals zu Burglohweg 3 gehörig | D-1-72-130-88 Wikidata | Ehemaliges Zuhaus mit Waschküche und Backofen |
| Burglohweg 3 (Standort)       | Türgewände                                    | bezeichnet mit dem Jahr 1737, mit sternförmig aufgedoppelter Haustür | D-1-72-130-65 Wikidata | Türgewände                                    |
| Burglohweg 7 (Standort)       | Katholische Filialkirche St. Georg            | Saalbau mit Satteldach und Dachreiter, 14. Jahrhundert; mit Ausstattung | D-1-72-130-64 Wikidata | weitere Bilder                                |
| Mühlenweg 23 (Standort)       | Ehemaliges Zuhaus der Mühle                   | zweigeschossiger Massivbau mit Satteldach, um 1860 | D-1-72-130-89 Wikidata | Ehemaliges Zuhaus der Mühle                   |
| Mühlwiesen; Sur (Standort)    | Hofkapelle                                    | Massivbau mit Satteldach, schmiedeeisernes Gitter bezeichnet mit dem Jahr 1848; nahe der ehemaligen Mühle | D-1-72-130-69 Wikidata | weitere Bilder                                |
| Schornfeldstraße 1 (Standort) | Wohnteil des Bauernhauses                     | zweigeschossiger Satteldachbau mit Kniestock und Hochlaube, aus unverputztem Nagelfluh- und Schlackenmauerwerk mit Ziegelgliederungen, ornamentiertes Türgewände bezeichnet mit dem Jahr 1867, Dach bezeichnet mit dem Jahr 1903, Hochlaube wohl zeitgleich erneuert; Getreidekasten, wohl 18. Jahrhundert, in Stadel des 19. Jahrhunderts einbezogen | D-1-72-130-67          | Wohnteil des Bauernhauses                     |
| Schornfeldstraße 2 (Standort) | Wohnteil des ehemaligen Bauernhauses          | zweigeschossiger Satteldachbau mit Kniestock und Putzgliederung, im Kern 17. Jahrhundert, rundbogiges Türgewände bezeichnet mit dem Jahr 1691, Gebäude um 1900 erneuert, Dach bezeichnet mit dem Jahr 1904 | D-1-72-130-68 Wikidata | Wohnteil des ehemaligen Bauernhauses          |

### Steinbrünning
| Lage                                          | Objekt                                      | Beschreibung | Akten-Nr.              | Bild                                 |
| --------------------------------------------- | ------------------------------------------- | --- | ---------------------- | ------------------------------------ |
| Steinbrünning 10 (Standort)                   | Wohnteil des ehemaligen Bauernhauses        | zweigeschossiger Satteldachbau aus unverputztem Bruchstein- und Schlackenmauerwerk, Dachpfette bezeichnet mit dem Jahr 187?, ornamentiertes steinernes Türgewände bezeichnet mit dem Jahr 1872, mit geschnitzter Haustür | D-1-72-130-72 Wikidata | Wohnteil des ehemaligen Bauernhauses |
| Steinbrünning 28 (Standort)                   | Katholische Filialkirche St. Johann Baptist | Saalbau mit Satteldach und Turm mit barocker Zwiebel, im Kern romanischer Wohnturm, Chor 1497, barockisiert zweite Hälfte 17. Jahrhundert; mit Ausstattung                                                               | D-1-72-130-71 Wikidata | weitere Bilder                       |
| Steinbrünning 30 (Standort)                   | Gasthaus                                    | langgestreckter zweigeschossiger Putzbau mit Satteldach und gewölbtem Fletz, Ende 18. Jahrhundert | D-1-72-130-73 Wikidata | Gasthaus                             |
| Steinbrünning 45; Steinbrünning 49 (Standort) | Bauernhaus, Mittertennhaus                  | zweigeschossiger Satteldachbau mit Widerkehr, unverputztes Bruchstein- und Schlackenmauerwerk mit Ziegelgliederungen und Hochlaube, steinernes Türgewände ehemals bezeichnet mit dem Jahr 1844, mit geschnitzter Haustür | D-1-72-130-74 Wikidata | Bauernhaus, Mittertennhaus           |

### Weitere Ortsteile
| Lage                                                           | Objekt                                | Beschreibung | Akten-Nr.              | Bild                                  |
| -------------------------------------------------------------- | ------------------------------------- | --- | ---------------------- | ------------------------------------- |
| Berchtolding In Berchtolding (Standort)                        | Wegkapelle                            | Massivbau mit Satteldach und Dachreiter, um 1830; mit Ausstattung; an der Straße Abtsdorf-Saaldorf | D-1-72-130-32 Wikidata | Wegkapelle                            |
| Berchtolding Nähe Berchtolding (Standort)                      | Hofkapelle                            | Massivbau mit Zeltdach; um 1890; mit Ausstattung; bei Haus Nr. 23 | D-1-72-130-33 Wikidata | Hofkapelle                            |
| Berg Berg 1; 3 (Standort)                                      | Wohnstallhaus                         | zweigeschossiger breit gelagerter Putzbau mit Satteldach, Giebellaube und Sterntür, Türgewände bezeichnet mit dem Jahr 1807 | D-1-72-130-86          | BW                                    |
| Berg Berg 5; Berg 13 (Standort)                                | Bauernhaus mit beidseitiger Widerkehr | zweigeschossiger breit gelagerter Putzbau mit Satteldach, Giebellaube und Sterntür, Türgewände bezeichnet mit dem Jahr 1807 | D-1-72-130-34 Wikidata | Bauernhaus mit beidseitiger Widerkehr |
| Von Berg nach Wiederlohen (Standort)                           | Sühnekreuz                            | 16./17. Jahrhundert; südlich von Haus Nr. 5 | D-1-72-130-35 Wikidata | BW                                    |
| Brünnthal Brünnthal 4 (Standort)                               | Zugehörig Brechlhütte                 | teils Bruchstein- und Ziegelmauerwerk, teils Holzkonstruktion, mit Satteldach und gemauerter Feuerstelle, erste Hälfte 19. Jahrhundert | D-1-72-130-36 Wikidata | BW                                    |
| Döderholzen Döderholzen 1 (Standort)                           | Bildstock                             | mit vorstehendem Walmdach, Mitte 18. Jahrhundert; an der Straße nach Hausen | D-1-72-130-37 Wikidata | Bildstock                             |
| Gausburg Gausburg 42; Gausburg 44 (Standort)                   | Bauernhaus,                           | zweigeschossiger Blockbau des 17./18. Jahrhunderts, mit Steilsatteldach und Hochlaube, Dachpfette bezeichnet mit dem Jahr 1885 | D-1-72-130-38 Wikidata | Bauernhaus,                           |
| Gerspoint Gerspoint 2 (Standort)                               | Wohnteil des ehemaligen Bauernhauses  | zweigeschossiger Blockbau mit Satteldach und erneuerten Lauben, ehemals bezeichnet mit dem Jahr 1721 (?), im Kern spätes 17. Jahrhundert | D-1-72-130-39 Wikidata | Wohnteil des ehemaligen Bauernhauses  |
| Großgerstetten Großgerstetten 10 (Standort)                    | Wohnteil des ehemaligen Bauernhauses  | zweigeschossiger Satteldachbau mit Blockbauobergeschoss, wohl zweite Hälfte 18. Jahrhundert | D-1-72-130-43 Wikidata | Wohnteil des ehemaligen Bauernhauses  |
| Großgerstetten Großgerstetten 11; Großgerstetten 13 (Standort) | Bauernhaus, Mittertennhaus            | zweigeschossiger verputzter Satteldachbau mit Hochlaube, im Kern Blockbau, Firstpfette bezeichnet mit dem Jahr 1831, im Kern älter | D-1-72-130-44 Wikidata | Bauernhaus, Mittertennhaus            |
| Großgerstetten Großgerstetten 16 (Standort)                    | Wohnteil des ehemaligen Bauernhauses  | zweigeschossiger Satteldachbau, Erdgeschoss teils ausgemauert, teils Blockbauweise, Obergeschoss Blockbau, mit zweiseitiger Laube, Hochlaube und Taubenkobel, 1768 | D-1-72-130-45 Wikidata | Wohnteil des ehemaligen Bauernhauses  |
| Haberland Haberland 12 (Standort)                              | Katholische Filialkirche St. Nikolaus | Saalbau mit Dachreiter, spätgotische Anlage des 15. Jahrhunderts, um 1720 barockisiert; mit Ausstattung | D-1-72-130-46 Wikidata | Katholische Filialkirche St. Nikolaus |
| Himmelreich Himmelreich 1 (Standort)                           | Kapellenbildstock                     | mit spitzbogiger Öffnung und schmiedeeisernem Gitter, Mitte 19. Jahrhundert; östlich von Haus Nr. 1 | D-1-72-130-82 Wikidata | Kapellenbildstock                     |
| Holzhausen Reut (Standort)                                     | Marienkapelle                         | Kapellenbildstock mit vorkragendem Satteldach, Mitte 19. Jahrhundert; mit Ausstattung; am westlichen Ortseingang | D-1-72-130-48 Wikidata | Marienkapelle                         |
| Kleingerstetten Kleingerstetten 4 (Standort)                   | Bauernhaus, Mittertennhaus            | zweigeschossiger Satteldachbau mit Blockbauobergeschoss, Laube und Taubenkobel, bezeichnet mit dem Jahr 1721 | D-1-72-130-49 Wikidata | Bauernhaus, Mittertennhaus            |
| Leustetten Leustetten 22 (Standort)                            | Wohnteil des ehemaligen Bauernhauses  | zweigeschossiger Blockbau mit Satteldach, erneuerter Laube und Hochlaube, 17./18. Jahrhundert | D-1-72-130-50 Wikidata | BW                                    |
| Leustetten (Standort)                                          | Hofkapelle                            | kleiner verschindelter Satteldachbau mit Dachreiter, 1922 als Kriegsheimkehrer-Kapelle errichtet; mit Ausstattung | D-1-72-130-87          | BW                                    |
| Loh Loh 15 (Standort)                                          | Wohnteil des ehemaligen Bauernhauses  | zweigeschossiger Blockbau mit Satteldach, Laube und Taubenkobel, wohl 1752 | D-1-72-130-52 Wikidata | Wohnteil des ehemaligen Bauernhauses  |
| Moosen In Moosen (Standort)                                    | Feldkreuz                             | mit geschnitztem Corpus, 18. Jahrhundert; an der Straße nach Holzhausen | D-1-72-130-55 Wikidata | Feldkreuz                             |
| Moosen Moosen 9 (Standort)                                     | Katholische Filialkirche St. Vitus    | Saalbau mit Dachreiter, spätgotischer Chor von 1518, Neubau des Langhauses 1761; mit Ausstattung | D-1-72-130-53 Wikidata | Katholische Filialkirche St. Vitus    |
| Moosen Moosen 10 (Standort)                                    | Ehemaliges Zuhaus                     | zweigeschossiger Steilsatteldachbau aus unverputztem Nagelfluh- und Schlackenmauerwerk, Hochlaube mit filigran gesägter Brüstung, reich geschnitzte Haustür bezeichnet mit dem Jahr 1837 | D-1-72-130-83 Wikidata | Ehemaliges Zuhaus                     |
| Neusillersdorf Burglohfeld (Standort)                          | Wegkapelle                            | neugotischer Bau mit Satteldach und giebelseitigem Laternentürmchen, Ende 19. Jahrhundert; mit Ausstattung; an der Straße nach Neusillersdorf | D-1-72-130-56 Wikidata | Wegkapelle                            |
| Ragging Ragging 9 (Standort)                                   | Wohnteil des ehemaligen Bauernhauses  | dreigeschossiger Bau mit Halbwalmdach, aus unverputztem Ziegel- und Nagelfluhmauerwerk, mit Hochlaube, 1837/42; Zuhaus, zweigeschossiger verputzter Walmdachbau, um 1860 | D-1-72-130-59 Wikidata | Wohnteil des ehemaligen Bauernhauses  |
| Reit Reit 7 (Standort)                                         | Wohnteil des ehemaligen Bauernhauses  | zweigeschossiger Blockbau mit Satteldach und giebelseitiger Laube, Türsturz bezeichnet mit dem Jahr 1746 | D-1-72-130-60 Wikidata | Wohnteil des ehemaligen Bauernhauses  |
| Schign Schign 25 (Standort)                                    | Hofkapelle                            | Backsteinbau mit Satteldach, neugotisch, 1895; mit Ausstattung | D-1-72-130-62 Wikidata | weitere Bilder                        |
| Schign Schign 37 (Standort)                                    | Wohnteil des ehemaligen Bauernhauses  | zweigeschossiger Satteldachbau aus unverputztem Tuffsteinmauerwerk mit Ziegelgliederungen, mit Hochlaube, bezeichnet mit dem Jahr 1855, und Giebelbundwerk, bezeichnet mit dem Jahr 1843 | D-1-72-130-61 Wikidata | Wohnteil des ehemaligen Bauernhauses  |
| Schign Schign 90; Schign 92 (Standort)                         | Getreidekasten                        | mit Kantholzblockwänden, Türsturz bezeichnet mit dem Jahr 1541 | D-1-72-130-84 Wikidata | BW                                    |
| Seethal Seethal 31; Nähe Fischerholzstraße (Standort)          | Bauernhaus,                           | zweigeschossiger Bau mit vorstehendem Steilsatteldach, Blockbaukniestock und Hochlaube, beidseitige Widerkehr mit Schopfwalmdach, um 1800; Stadel mit eingebautem Getreidekasten, 18. Jahrhundert; Brechelbad, teils Mischmauerwerk, teils Blockbau mit weit vorkragendem Satteldach, 18. Jahrhundert | D-1-72-130-63 Wikidata | Bauernhaus,                           |
| Wimpasing Wimpasing 2 (Standort)                               | Hofkapelle                            | Massivbau mit Satteldach, neugotisch, nach 1875; mit Ausstattung; bei Haus Nr. 2 | D-1-72-130-85 Wikidata | Hofkapelle                            |

## Ehemalige Baudenkmäler
| Lage                                               | Objekt                                 | Beschreibung | Akten-Nr.              | Bild |
| -------------------------------------------------- | -------------------------------------- | --- | ---------------------- | ---- |
| Surheim Laufener Straße 15; Laufener Straße 17a () | Ehemaliges Bauernhaus, Mittertennhaus, | zweigeschossiger verputzter Blockbau mit Satteldach und Hochlaube, 18. Jahrhundert. | D-1-72-130-90 Wikidata |      |
| Berg Berg 3 ()                                     | Bauernhaus mit beidseitiger Widerkehr  | zweigeschossiger Satteldachbau aus Naturstein-Sichtmauerwek mit Ziegelgliederungen und Hochlaube, ornamentiertes steinernes Türgewände bezeichnet mit dem Jahr 1859; Zuhaus, zweigeschossiger Satteldachbau aus Naturstein-Sichtmauerwerk mit Ziegelgliederungen, um 1860 nicht nachqualifiziert, im BayernViewer-denkmal nicht kartiert | D-1-72-130-86 Wikidata |      |
| Leustetten ()                                      | Hofkapelle                             | verbretterter Massivbau mit Satteldach und Dachreiter, 1922; mit Ausstattung; südlich von Haus Nr. 22 | D-1-72-130-87 Wikidata |      |